# Puchar Świata w biegach narciarskich 2024/2025
Sezon 2024/2025 Pucharu Świata w biegach narciarskich rozpoczął się 29 listopada 2024 r. w fińskim ośrodku narciarskim Ruka nieopodal miejscowości Kuusamo, a zakończył 23 marca 2025 r. w fińskim Lahti.
Najważniejszą imprezą sezonu były mistrzostwa świata w Trondheim, które odbyły się w dniach 26 lutego – 9 marca 2025 roku.
Obrończynią Pucharu Świata wśród kobiet była Amerykanka Jessie Diggins, natomiast wśród mężczyzn Norweg Harald Østberg Amundsen. W tym sezonie triumfowali: ponownie Jessica Diggins wśród kobiet, a wśród mężczyzn najlepszy był inny Norweg, Johannes Høsflot Klæbo.

## Kalendarz i wyniki

### Kobiety
| Lp.                                                                                      | Miejscowość                        | Dystans                              | Data                               | Szczegóły                          | 1. miejsce                                  | 2. miejsce                                            | 3. miejsce                                 |
| ---------------------------------------------------------------------------------------- | ---------------------------------- | ------------------------------------ | ---------------------------------- | ---------------------------------- | ------------------------------------------- | ----------------------------------------------------- | ------------------------------------------ |
| 1.                                                                                       | Ruka                               | 10 km s. klasycznym                  | 29 listopada 2024                  | szczegóły                          | Frida Karlsson                              | Therese Johaug                                        | Astrid Øyre Slind                          |
| 2.                                                                                       | Ruka                               | Sprint s. klasycznym                 | 30 listopada 2024                  | szczegóły                          | Johanna Hagström                            | Julie Myhre                                           | Maja Dahlqvist                             |
| 3.                                                                                       | Ruka                               | 20 km s. dowolnym (start masowy)     | 1 grudnia 2024                     | szczegóły                          | Jessie Diggins                              | Jonna Sundling                                        | Heidi Weng                                 |
| 4.                                                                                       | Lillehammer                        | 10 km s. dowolnym                    | 6 grudnia 2024                     | szczegóły                          | Therese Johaug                              | Heidi Weng                                            | Astrid Øyre Slind                          |
| 5.                                                                                       | Lillehammer                        | Sprint s. dowolnym                   | 7 grudnia 2024                     | szczegóły                          | Jonna Sundling                              | Johanna Hagström                                      | Julie Myhre                                |
| 6.                                                                                       | Lillehammer                        | 20 km (bieg łączony)                 | 8 grudnia 2024                     | szczegóły                          | Therese Johaug                              | Heidi Weng                                            | Jessie Diggins                             |
| 7.                                                                                       | Davos                              | Sprint drużynowy s. dowolnym         | 13 grudnia 2024                    | szczegóły                          | Szwecja I Emma Ribom · Jonna Sundling       | Norwegia Astrid Øyre Slind · Kristin Austgulen Fosnæs | Szwajcaria I Anja Weber · Nadine Fähndrich |
| 8.                                                                                       | Davos                              | Sprint s. dowolnym                   | 14 grudnia 2024                    | szczegóły                          | Jonna Sundling                              | Mathilde Myhrvold                                     | Julie Myhre                                |
| 9.                                                                                       | Davos                              | 20 km s. klasycznym                  | 15 grudnia 2024                    | szczegóły                          | Astrid Øyre Slind                           | Kerttu Niskanen                                       | Therese Johaug                             |
| Tour de Ski (28 grudnia 2024 – 5 stycznia 2025)                                          |                                    |                                      |                                    |                                    |                                             |                                                       |                                            |
|                                                                                          | Toblach                            | Sprint s. dowolnym                   | 28 grudnia 2024                    | szczegóły                          | Jessie Diggins                              | Jasmi Joensuu                                         | Nadine Fähndrich                           |
|                                                                                          | Toblach                            | 15 km s. klasycznym (start masowy)   | 29 grudnia 2024                    | szczegóły                          | Jessie Diggins                              | Kerttu Niskanen                                       | Astrid Øyre Slind                          |
|                                                                                          | Toblach                            | 20 km s. dowolnym                    | 31 grudnia 2024                    | szczegóły                          | Astrid Øyre Slind                           | Therese Johaug                                        | Kerttu Niskanen                            |
|                                                                                          | Toblach                            | 15 km s. klasycznym (bieg pościgowy) | 1 stycznia 2025                    | szczegóły                          | Astrid Øyre Slind                           | Therese Johaug                                        | Kerttu Niskanen                            |
|                                                                                          | Val di Fiemme                      | Sprint s. klasycznym                 | 3 stycznia 2025                    | szczegóły                          | Nadine Fähndrich                            | Linn Svahn                                            | Heidi Weng                                 |
|                                                                                          | Val di Fiemme                      | 20 km (bieg łączony)                 | 4 stycznia 2025                    | szczegóły                          | Therese Johaug                              | Teresa Stadlober                                      | Astrid Øyre Slind                          |
|                                                                                          | Val di Fiemme                      | 10 km s. dowolnym (start masowy)     | 5 stycznia 2025                    | szczegóły                          | Therese Johaug                              | Astrid Øyre Slind                                     | Heidi Weng                                 |
| 10.                                                                                      | Tour de Ski – klasyfikacja końcowa | Tour de Ski – klasyfikacja końcowa   | Tour de Ski – klasyfikacja końcowa | Tour de Ski – klasyfikacja końcowa | Therese Johaug                              | Astrid Øyre Slind                                     | Jessie Diggins                             |
| 11.                                                                                      | Les Rousses                        | 10 km s. dowolnym                    | 17 stycznia 2025                   | szczegóły                          | Jessie Diggins                              | Victoria Carl                                         | Astrid Øyre Slind                          |
| 12.                                                                                      | Les Rousses                        | Sprint s. klasycznym                 | 18 stycznia 2025                   | szczegóły                          | Kristine Stavås Skistad                     | Maja Dahlqvist                                        | Jonna Sundling                             |
| 13.                                                                                      | Les Rousses                        | 20 km s. klasycznym (start masowy)   | 19 stycznia 2025                   | szczegóły                          | Frida Karlsson                              | Ebba Andersson                                        | Teresa Stadlober                           |
| 14.                                                                                      | Engadyna                           | Sprint s. dowolnym                   | 25 stycznia 2025                   | szczegóły                          | Jonna Sundling                              | Kristine Stavås Skistad                               | Maja Dahlqvist                             |
| 15.                                                                                      | Engadyna                           | 20 km s. dowolnym (start masowy)     | 26 stycznia 2025                   | szczegóły                          | Astrid Øyre Slind                           | Nora Sanness                                          | Jonna Sundling                             |
|                                                                                          | Nové Město                         | Sprint drużynowy s. klasycznym       | 31 stycznia 2025                   | szczegóły                          | Odwołano                                    | Odwołano                                              | Odwołano                                   |
|                                                                                          | Nové Město                         | Sprint s. klasycznym                 | 1 lutego 2025                      | szczegóły                          | Odwołano                                    | Odwołano                                              | Odwołano                                   |
|                                                                                          | Nové Město                         | 10 km s. dowolnym                    | 2 lutego 2025                      | szczegóły                          | Odwołano                                    | Odwołano                                              | Odwołano                                   |
| 16.                                                                                      | Cogne                              | Sprint drużynowy s. klasycznym       | 31 stycznia 2025                   | szczegóły                          | Finlandia I Kerttu Niskanen · Jasmi Joensuu | Szwecja I Johanna Hagström · Maja Dahlqvist           | Niemcy I Laura Gimmler · Coletta Rydzek    |
| 17.                                                                                      | Cogne                              | Sprint s. klasycznym                 | 1 lutego 2025                      | szczegóły                          | Maja Dahlqvist                              | Nadine Fähndrich                                      | Laura Gimmler                              |
| 18.                                                                                      | Cogne                              | 10 km s. dowolnym                    | 2 lutego 2025                      | szczegóły                          | Jessie Diggins                              | Astrid Øyre Slind                                     | Kerttu Niskanen                            |
| 19.                                                                                      | Falun                              | Sprint s. klasycznym                 | 14 lutego 2025                     | szczegóły                          | Linn Svahn                                  | Nadine Fähndrich                                      | Kristine Stavås Skistad                    |
| 20.                                                                                      | Falun                              | 10 km s. klasycznym                  | 15 lutego 2025                     | szczegóły                          | Ebba Andersson                              | Heidi Weng                                            | Victoria Carl                              |
| 21.                                                                                      | Falun                              | 20 km s. dowolnym (start masowy)     | 16 lutego 2025                     | szczegóły                          | Jessie Diggins                              | Heidi Weng                                            | Ebba Andersson                             |
| Mistrzostwa Świata w Narciarstwie Klasycznym 2025 w Trondheim (26 lutego – 9 marca 2025) |                                    |                                      |                                    |                                    |                                             |                                                       |                                            |
| 22.                                                                                      | Oslo                               | 20 km s. klasycznym                  | 15 marca 2025                      | szczegóły                          | Therese Johaug                              | Astrid Øyre Slind                                     | Victoria Carl                              |
| 23.                                                                                      | Oslo                               | 10 km s. dowolnym                    | 16 marca 2025                      | szczegóły                          | Moa Ilar                                    | Heidi Weng                                            | Victoria Carl                              |
| 24.                                                                                      | Tallinn                            | Sprint s. dowolnym                   | 19 marca 2025                      | szczegóły                          | Nadine Fähndrich                            | Maja Dahlqvist                                        | Julia Kern                                 |
| 25.                                                                                      | Lahti                              | Sprint s. dowolnym                   | 21 marca 2025                      | szczegóły                          | Coletta Rydzek                              | Kristine Stavås Skistad                               | Nadine Fähndrich                           |
| 26.                                                                                      | Lahti                              | Sprint drużynowy s. dowolnym         | 22 marca 2025                      | szczegóły                          | Niemcy I Laura Gimmler · Coletta Rydzek     | Szwecja I Johanna Hagström · Maja Dahlqvist           | Szwajcaria I Anja Weber · Nadine Fähndrich |
| 27.                                                                                      | Lahti                              | 50 km s. klasycznym (start masowy)   | 23 marca 2025                      | szczegóły                          | Therese Johaug                              | Astrid Øyre Slind                                     | Ebba Andersson                             |
| Zakończenie sezonu 2024/2025                                                             |                                    |                                      |                                    |                                    |                                             |                                                       |                                            |

### Mężczyźni
| Lp.                                                                                      | Miejscowość                        | Dystans                              | Data                               | Szczegóły                          | 1. miejsce                                       | 2. miejsce                                | 3. miejsce                                   |
| ---------------------------------------------------------------------------------------- | ---------------------------------- | ------------------------------------ | ---------------------------------- | ---------------------------------- | ------------------------------------------------ | ----------------------------------------- | -------------------------------------------- |
| 1.                                                                                       | Ruka                               | 10 km s. klasycznym                  | 29 listopada 2024                  | szczegóły                          | Iivo Niskanen                                    | Harald Østberg Amundsen                   | Martin Løwstrøm Nyenget                      |
| 2.                                                                                       | Ruka                               | Sprint s. klasycznym                 | 30 listopada 2024                  | szczegóły                          | Johannes Høsflot Klæbo                           | Erik Valnes                               | Lauri Vuorinen                               |
| 3.                                                                                       | Ruka                               | 20 km s. dowolnym (start masowy)     | 1 grudnia 2024                     | szczegóły                          | Harald Østberg Amundsen                          | Jan Thomas Jenssen                        | Martin Løwstrøm Nyenget                      |
| 4.                                                                                       | Lillehammer                        | 10 km s. dowolnym                    | 6 grudnia 2024                     | szczegóły                          | Martin Løwstrøm Nyenget                          | Simen Hegstad Krüger                      | Harald Østberg Amundsen                      |
| 5.                                                                                       | Lillehammer                        | Sprint s. dowolnym                   | 7 grudnia 2024                     | szczegóły                          | Johannes Høsflot Klæbo                           | Even Northug                              | Federico Pellegrino                          |
| 6.                                                                                       | Lillehammer                        | 20 km (bieg łączony)                 | 8 grudnia 2024                     | szczegóły                          | Harald Østberg Amundsen                          | Jan Thomas Jenssen                        | Martin Løwstrøm Nyenget                      |
| 7.                                                                                       | Davos                              | Sprint drużynowy s. dowolnym         | 13 grudnia 2024                    | szczegóły                          | Norwegia I Pål Golberg · Johannes Høsflot Klæbo  | Szwajcaria I Janik Riebli · Valerio Grond | Szwecja I Johan Häggström · Edvin Anger      |
| 8.                                                                                       | Davos                              | Sprint s. dowolnym                   | 14 grudnia 2024                    | szczegóły                          | Johannes Høsflot Klæbo                           | Lucas Chanavat                            | Erik Valnes                                  |
| 9.                                                                                       | Davos                              | 20 km s. klasycznym                  | 15 grudnia 2024                    | szczegóły                          | Martin Løwstrøm Nyenget                          | Iivo Niskanen                             | Hugo Lapalus                                 |
| Tour de Ski (28 grudnia 2024 – 5 stycznia 2025)                                          |                                    |                                      |                                    |                                    |                                                  |                                           |                                              |
|                                                                                          | Toblach                            | Sprint s. dowolnym                   | 28 grudnia 2024                    | szczegóły                          | Johannes Høsflot Klæbo                           | Lucas Chanavat                            | Janik Riebli                                 |
|                                                                                          | Toblach                            | 15 km s. klasycznym (start masowy)   | 29 grudnia 2024                    | szczegóły                          | Johannes Høsflot Klæbo                           | Erik Valnes                               | Håvard Moseby                                |
|                                                                                          | Toblach                            | 20 km s. dowolnym                    | 31 grudnia 2024                    | szczegóły                          | Harald Østberg Amundsen                          | Simen Hegstad Krüger                      | Andrew Musgrave                              |
|                                                                                          | Toblach                            | 15 km s. klasycznym (bieg pościgowy) | 1 stycznia 2025                    | szczegóły                          | Harald Østberg Amundsen                          | Edvin Anger                               | Johannes Høsflot Klæbo                       |
|                                                                                          | Val di Fiemme                      | Sprint s. klasycznym                 | 3 stycznia 2025                    | szczegóły                          | Johannes Høsflot Klæbo                           | Erik Valnes                               | Marcus Grate                                 |
|                                                                                          | Val di Fiemme                      | 20 km (bieg łączony)                 | 4 stycznia 2025                    | szczegóły                          | Johannes Høsflot Klæbo                           | Federico Pellegrino                       | Jan Thomas Jenssen                           |
|                                                                                          | Val di Fiemme                      | 10 km s. dowolnym (start masowy)     | 5 stycznia 2025                    | szczegóły                          | Simen Hegstad Krüger                             | Mika Vermeulen                            | Friedrich Moch                               |
| 10.                                                                                      | Tour de Ski – klasyfikacja końcowa | Tour de Ski – klasyfikacja końcowa   | Tour de Ski – klasyfikacja końcowa | Tour de Ski – klasyfikacja końcowa | Johannes Høsflot Klæbo                           | Mika Vermeulen                            | Hugo Lapalus                                 |
| 11.                                                                                      | Les Rousses                        | 10 km s. dowolnym                    | 17 stycznia 2025                   | szczegóły                          | Iver Tildheim Andersen                           | Pål Golberg                               | Ben Ogden                                    |
| 12.                                                                                      | Les Rousses                        | Sprint s. klasycznym                 | 18 stycznia 2025                   | szczegóły                          | Edvin Anger                                      | Ansgar Evensen                            | Erik Valnes                                  |
| 13.                                                                                      | Les Rousses                        | 20 km s. klasycznym (start masowy)   | 19 stycznia 2025                   | szczegóły                          | William Poromaa                                  | Iivo Niskanen                             | Simen Hegstad Krüger                         |
| 14.                                                                                      | Engadyna                           | Sprint s. dowolnym                   | 25 stycznia 2025                   | szczegóły                          | Johannes Høsflot Klæbo                           | Edvin Anger                               | Lucas Chanavat                               |
| 15.                                                                                      | Engadyna                           | 20 km s. dowolnym (start masowy)     | 26 stycznia 2025                   | szczegóły                          | Johannes Høsflot Klæbo                           | Iver Tildheim Andersen                    | Didrik Tønseth                               |
|                                                                                          | Nové Město                         | Sprint drużynowy s. klasycznym       | 31 stycznia 2025                   | szczegóły                          | Odwołano                                         | Odwołano                                  | Odwołano                                     |
|                                                                                          | Nové Město                         | Sprint s. klasycznym                 | 1 lutego 2025                      | szczegóły                          | Odwołano                                         | Odwołano                                  | Odwołano                                     |
|                                                                                          | Nové Město                         | 10 km s. dowolnym                    | 2 lutego 2025                      | szczegóły                          | Odwołano                                         | Odwołano                                  | Odwołano                                     |
| 16.                                                                                      | Cogne                              | Sprint drużynowy s. klasycznym       | 31 stycznia 2025                   | szczegóły                          | Norwegia I Even Northug · Erik Valnes            | Francja I Jules Chappaz · Richard Jouve   | Szwecja I Calle Halfvarsson · Oskar Svensson |
| 17.                                                                                      | Cogne                              | Sprint s. klasycznym                 | 1 lutego 2025                      | szczegóły                          | Erik Valnes                                      | Ansgar Evensen                            | Even Northug                                 |
| 18.                                                                                      | Cogne                              | 10 km s. dowolnym                    | 2 lutego 2025                      | szczegóły                          | Harald Østberg Amundsen                          | Iver Tildheim Andersen                    | Martin Løwstrøm Nyenget                      |
| 19.                                                                                      | Falun                              | Sprint s. klasycznym                 | 14 lutego 2025                     | szczegóły                          | Johannes Høsflot Klæbo                           | Erik Valnes                               | Oskar Opstad Vike                            |
| 20.                                                                                      | Falun                              | 10 km s. klasycznym                  | 15 lutego 2025                     | szczegóły                          | Iivo Niskanen                                    | Johannes Høsflot Klæbo                    | Erik Valnes                                  |
| 21.                                                                                      | Falun                              | 20 km s. dowolnym (start masowy)     | 16 lutego 2025                     | szczegóły                          | Pål Golberg                                      | Gus Schumacher                            | Harald Østberg Amundsen                      |
| Mistrzostwa Świata w Narciarstwie Klasycznym 2025 w Trondheim (26 lutego – 9 marca 2025) |                                    |                                      |                                    |                                    |                                                  |                                           |                                              |
| 22.                                                                                      | Oslo                               | 20 km s. klasycznym                  | 15 marca 2025                      | szczegóły                          | Martin Løwstrøm Nyenget                          | William Poromaa                           | Simen Hegstad Krüger                         |
| 23.                                                                                      | Oslo                               | 10 km s. dowolnym                    | 16 marca 2025                      | szczegóły                          | Harald Østberg Amundsen                          | Einar Hedegart                            | Johannes Høsflot Klæbo                       |
| 24.                                                                                      | Tallinn                            | Sprint s. dowolnym                   | 19 marca 2025                      | szczegóły                          | Johannes Høsflot Klæbo                           | Harald Østberg Amundsen Jules Chappaz     | —                                            |
| 25.                                                                                      | Lahti                              | Sprint s. dowolnym                   | 21 marca 2025                      | szczegóły                          | Johannes Høsflot Klæbo                           | Jules Chappaz                             | Federico Pellegrino                          |
| 26.                                                                                      | Lahti                              | Sprint drużynowy s. dowolnym         | 22 marca 2025                      | szczegóły                          | Norwegia I Even Northug · Johannes Høsflot Klæbo | Szwajcaria I Janik Riebli · Valerio Grond | Francja I Richard Jouve · Jules Chappaz      |
| 27.                                                                                      | Lahti                              | 50 km s. klasycznym (start masowy)   | 23 marca 2025                      | szczegóły                          | Johannes Høsflot Klæbo                           | Martin Løwstrøm Nyenget                   | Simen Hegstad Krüger                         |
| Zakończenie sezonu 2024/2025                                                             |                                    |                                      |                                    |                                    |                                                  |                                           |                                              |

### Konkurencje mieszane
| Lp. | Miejscowość | Dystans                      | Data             | Szczegóły | 1. miejsce                                                  | 2. miejsce                                                                                | 3. miejsce                                                                |
| --- | ----------- | ---------------------------- | ---------------- | --------- | ----------------------------------------------------------- | ----------------------------------------------------------------------------------------- | ------------------------------------------------------------------------- |
| 1.  | Engadyna    | Sztafeta mieszana 4 × 7,5 km | 24 stycznia 2025 | szczegóły | Szwecja I Jens Burman · Emma Ribom · Edvin Anger · Moa Ilar | Norwegia I Pål Golberg · Nora Sanness · Iver Tildheim Andersen · Kristin Austgulen Fosnæs | Szwajcaria I Jonas Baumann · Anja Weber · Jason Rüesch · Nadine Fähndrich |

## Klasyfikacje

### Kobiety
| Lp.  | Zawodniczka       | Punkty |
| ---- | ----------------- | ------ |
| 1.   | Jessie Diggins    | 2197   |
| 2.   | Victoria Carl     | 1827   |
| 3.   | Kerttu Niskanen   | 1692   |
| 4.   | Astrid Øyre Slind | 1682   |
| 5.   | Therese Johaug    | 1435   |
| 6.   | Kateřina Janatová | 1347   |
| 7.   | Ebba Andersson    | 1323   |
| 8.   | Heidi Weng        | 1240   |
| 9.   | Jasmi Joensuu     | 1204   |
| 10.  | Teresa Stadlober  | 1194   |
| ...  |                   |        |
| 109. | Izabela Marcisz   | 66     |
| 139. | Monika Skinder    | 22     |
| 149. | Andżelika Szyszka | 16     |

| Lp.  | Zawodniczka       | Punkty |
| ---- | ----------------- | ------ |
| 1.   | Jessie Diggins    | 1384   |
| 2.   | Astrid Øyre Slind | 1382   |
| 3.   | Victoria Carl     | 1211   |
| 4.   | Kerttu Niskanen   | 1205   |
| 5.   | Therese Johaug    | 1121   |
| 6.   | Ebba Andersson    | 1096   |
| 7.   | Teresa Stadlober  | 970    |
| 8.   | Heidi Weng        | 956    |
| 9.   | Nora Sanness      | 821    |
| 10.  | Moa Ilar          | 805    |
| ...  |                   |        |
| 74.  | Izabela Marcisz   | 66     |
| 133. | Andżelika Szyszka | 8      |

| Lp.  | Zawodniczka             | Punkty |
| ---- | ----------------------- | ------ |
| 1.   | Jasmi Joensuu           | 848    |
| 2.   | Nadine Fähndrich        | 732    |
| 3.   | Maja Dahlqvist          | 682    |
| 4.   | Coletta Rydzek          | 608    |
| 5.   | Laura Gimmler           | 593    |
| 6.   | Johanna Hagström        | 564    |
| 7.   | Jessie Diggins          | 543    |
| 8.   | Jonna Sundling          | 532    |
| 9.   | Julie Myhre             | 525    |
| 10.  | Kristine Stavås Skistad | 500    |
| ...  |                         |        |
| 89.  | Monika Skinder          | 22     |
| 113. | Andżelika Szyszka       | 8      |

### Mężczyźni
| Lp.  | Zawodnik                | Punkty |
| ---- | ----------------------- | ------ |
| 1.   | Johannes Høsflot Klæbo  | 2200   |
| 2.   | Edvin Anger             | 1731   |
| 3.   | Erik Valnes             | 1530   |
| 4.   | Federico Pellegrino     | 1510   |
| 5.   | Harald Østberg Amundsen | 1439   |
| 6.   | Simen Hegstad Krüger    | 1431   |
| 7.   | Hugo Lapalus            | 1388   |
| 8.   | Andreas Fjorden Ree     | 1235   |
| 9.   | Martin Løwstrøm Nyenget | 1154   |
| 10.  | Ben Ogden               | 1087   |
| ...  |                         |        |
| 63.  | Dominik Bury            | 270    |
| 122. | Maciej Staręga          | 85     |
| 156. | Kamil Bury              | 32     |

| Lp. | Zawodnik                | Punkty |
| --- | ----------------------- | ------ |
| 1.  | Simen Hegstad Krüger    | 1317   |
| 2.  | Martin Løwstrøm Nyenget | 1154   |
| 3.  | Hugo Lapalus            | 1118   |
| 4.  | Harald Østberg Amundsen | 1079   |
| 5.  | Andreas Fjorden Ree     | 1055   |
| 6.  | Johannes Høsflot Klæbo  | 973    |
| 7.  | Iivo Niskanen           | 924    |
| 8.  | Pål Golberg             | 870    |
| 9.  | Mika Vermeulen          | 789    |
| 10. | William Poromaa         | 784    |
| ... |                         |        |
| 43. | Dominik Bury            | 216    |

| Lp. | Zawodnik               | Punkty |
| --- | ---------------------- | ------ |
| 1.  | Johannes Høsflot Klæbo | 927    |
| 2.  | Erik Valnes            | 828    |
| 3.  | Edvin Anger            | 784    |
| 4.  | Lucas Chanavat         | 731    |
| 5.  | Even Northug           | 699    |
| 6.  | Federico Pellegrino    | 694    |
| 7.  | Ben Ogden              | 544    |
| 8.  | Lauri Vuorinen         | 525    |
| 9.  | Valerio Grond          | 439    |
| 10. | Janik Riebli           | 431    |
| ... |                        |        |
| 56. | Maciej Staręga         | 85     |
| 83. | Kamil Bury             | 26     |

### Puchar Narodów
| Lp. | Państwo           | Punkty |
| --- | ----------------- | ------ |
| 1.  | Norwegia          | 17312  |
| 2.  | Szwecja           | 11888  |
| 3.  | Finlandia         | 9559   |
| 4.  | Stany Zjednoczone | 8368   |
| 5.  | Niemcy            | 8334   |
| 6.  | Francja           | 7316   |
| 7.  | Szwajcaria        | 5587   |
| 8.  | Włochy            | 5513   |
| 9.  | Czechy            | 3512   |
| 10. | Austria           | 3284   |
| ... |                   |        |
| 17. | Polska            | 575    |

| Lp. | Państwo           | Punkty |
| --- | ----------------- | ------ |
| 1.  | Norwegia          | 8096   |
| 2.  | Szwecja           | 6812   |
| 3.  | Niemcy            | 5731   |
| 4.  | Finlandia         | 5420   |
| 5.  | Stany Zjednoczone | 4690   |
| 6.  | Szwajcaria        | 3079   |
| 7.  | Włochy            | 2131   |
| 8.  | Francja           | 2049   |
| 9.  | Czechy            | 2040   |
| 10. | Kanada            | 1777   |
| ... |                   |        |
| 16. | Polska            | 152    |

| Lp. | Państwo           | Punkty |
| --- | ----------------- | ------ |
| 1.  | Norwegia          | 9216   |
| 2.  | Francja           | 5267   |
| 3.  | Szwecja           | 5076   |
| 4.  | Finlandia         | 4139   |
| 5.  | Stany Zjednoczone | 3678   |
| 6.  | Włochy            | 3382   |
| 7.  | Niemcy            | 2603   |
| 8.  | Szwajcaria        | 2508   |
| 9.  | Austria           | 1761   |
| 10. | Czechy            | 1472   |
| ... |                   |        |
| 19. | Polska            | 423    |

## Wyniki reprezentantów Polski

### Kobiety
| Zawodniczka          | Ruka 29.11 (10 km C) | Ruka 30.11 (SP C) | Ruka 1.12 (20 km F) | Lillehammer 6.12 (10 km F) | Lillehammer 7.12 (SP F) | Lillehammer 8.12 (20 km) | Davos 13.12 (SP F) | Davos 15.12 (20 km C) | Toblach 28.12 (SP F) | Toblach 29.12 (15 km C) | Toblach 31.12 (20 km F) | Toblach 1.01 (15 km C) | Val di Fiemme 3.01 (SP C) | Val di Fiemme 4.01 (20 km) | Val di Fiemme 5.01 (10 km F) | TdS | Les Rousses 17.01 (10 km F) | Les Rousses 18.01 (SP C) | Les Rousses 19.01 (20 km C) | Engadyna 25.01 (SP F) | Engadyna 26.01 (20 km F) | Cogne 1.02 (SP C) | Cogne 2.02 (10 km F) | Falun 14.02 (SP C) | Falun 15.02 (10 km C) | Falun 16.02 (20 km F) | Oslo 15.03 (20 km C) | Oslo 16.03 (10 km F) | Tallinn 19.03 (SP F) | Lahti 21.03 (SP F) | Lahti 23.03 (50 km C) |
| Aleksandra Kołodziej | –                    | –                 | –                   | –                          | –                       | –                        | –                  | –                     | –                    | –                       | –                       | –                      | –                         | –                          | –                            | –   | –                           | –                        | –                           | –                     | –                        | –                 | –                    | –                  | –                     | –                     | –                    | –                    | 55                   | 66                 | –                     |
| Izabela Marcisz      | –                    | –                 | –                   | 28                         | 51                      | 45                       | –                  | –                     | –                    | –                       | –                       | –                      | –                         | –                          | –                            | –   | –                           | –                        | –                           | –                     | –                        | –                 | 48                   | –                  | –                     | –                     | 34                   | 37                   | –                    | –                  | –                     |
| Monika Skinder       | –                    | –                 | –                   | –                          | –                       | –                        | –                  | –                     | –                    | –                       | –                       | –                      | –                         | –                          | –                            | –   | –                           | dns                      | –                           | –                     | –                        | –                 | –                    | –                  | –                     | –                     | –                    | –                    | 31                   | 49                 | –                     |
| Andżelika Szyszka    | –                    | –                 | –                   | –                          | –                       | –                        | –                  | –                     | –                    | –                       | –                       | –                      | –                         | –                          | –                            | –   | 43                          | 45                       | –                           | –                     | –                        | 49                | 54                   | –                  | –                     | –                     | 51                   | 55                   | –                    | –                  | –                     |

### Mężczyźni
| Zawodnik        | Ruka 29.11 (10 km C) | Ruka 30.11 (SP C) | Ruka 1.12 (20 km F) | Lillehammer 6.12 (10 km F) | Lillehammer 7.12 (SP F) | Lillehammer 8.12 (20 km) | Davos 13.12 (SP F) | Davos 15.12 (20 km C) | Toblach 28.12 (SP F) | Toblach 29.12 (15 km C) | Toblach 31.12 (20 km F) | Toblach 1.01 (15 km C) | Val di Fiemme 3.01 (SP C) | Val di Fiemme 4.01 (20 km) | Val di Fiemme 5.01 (10 km F) | TdS | Les Rousses 17.01 (10 km F) | Les Rousses 18.01 (SP C) | Les Rousses 19.01 (20 km C) | Engadyna 25.01 (SP F) | Engadyna 26.01 (20 km F) | Cogne 1.02 (SP C) | Cogne 2.02 (10 km F) | Falun 14.02 (SP C) | Falun 15.02 (10 km C) | Falun 16.02 (20 km F) | Oslo 15.03 (20 km C) | Oslo 16.03 (10 km F) | Tallinn 19.03 (SP F) | Lahti 21.03 (SP F) | Lahti 23.03 (50 km C) |
| Sebastian Bryja | –                    | –                 | –                   | –                          | –                       | –                        | –                  | –                     | –                    | –                       | –                       | –                      | –                         | –                          | –                            | –   | –                           | –                        | –                           | –                     | –                        | –                 | –                    | –                  | –                     | –                     | 64                   | 64                   | –                    | –                  | –                     |
| Robert Bugara   | –                    | –                 | –                   | –                          | –                       | –                        | –                  | –                     | –                    | –                       | –                       | –                      | –                         | –                          | –                            | –   | –                           | –                        | –                           | –                     | –                        | –                 | –                    | –                  | –                     | –                     | –                    | –                    | –                    | 80                 | –                     |
| Dominik Bury    | –                    | –                 | –                   | 42                         | –                       | 41                       | –                  | –                     | 75                   | 51                      | 19                      | 24                     | 61                        | 37                         | 34                           | 33  | –                           | –                        | –                           | –                     | –                        | –                 | 20                   | –                  | 57                    | 21                    | 23                   | 11                   | –                    | –                  | –                     |
| Kamil Bury      | –                    | –                 | –                   | –                          | 70                      | dnf                      | –                  | –                     | 92                   | 66                      | 69                      | 64                     | 26                        | 48                         | 54                           | 49  | –                           | 32                       | –                           | –                     | –                        | –                 | –                    | 49                 | –                     | –                     | –                    | –                    | 59                   | 82                 | –                     |
| Łukasz Gazurek  | –                    | –                 | –                   | –                          | –                       | –                        | –                  | –                     | –                    | –                       | –                       | –                      | –                         | –                          | –                            | –   | –                           | –                        | –                           | –                     | –                        | –                 | –                    | –                  | –                     | –                     | –                    | –                    | 64                   | 67                 | –                     |
| Mateusz Haratyk | –                    | –                 | –                   | –                          | –                       | –                        | –                  | –                     | –                    | –                       | –                       | –                      | –                         | –                          | –                            | –   | 55                          | –                        | 54                          | –                     | –                        | –                 | –                    | –                  | –                     | –                     | –                    | –                    | –                    | –                  | –                     |
| Piotr Jarecki   | –                    | –                 | –                   | –                          | –                       | –                        | –                  | –                     | –                    | –                       | –                       | –                      | –                         | –                          | –                            | –   | –                           | –                        | –                           | –                     | –                        | –                 | –                    | –                  | –                     | –                     | 53                   | 51                   | –                    | –                  | –                     |
| Maciej Staręga  | –                    | –                 | –                   | –                          | 24                      | –                        | –                  | –                     | 44                   | –                       | –                       | –                      | –                         | –                          | –                            | –   | –                           | 45                       | –                           | –                     | –                        | 58                | –                    | dns                | –                     | –                     | –                    | –                    | 32                   | 28                 | –                     |